# Bijinkur
Bijinkur ist eine Insel des Kwajalein-Atolls in der Ralik-Kette im ozeanischen Staat der Marshallinseln (RMI).

## Geographie
Das Motu zusammen mit dem nördlich anschließenden Ebwaj, mit Ningi und Gugegwe und den weiter südlich gelegenen Inseln Loi, Lojarok und Ebeye einen Inselverband im südlichen Riffsaum des Atolls, der durch einen Fahrdamm (Ebeye to Gugeegue Causeway) miteinander verbunden ist.

## Klima
Das Klima ist tropisch heiß, wird jedoch von ständig wehenden Winden gemäßigt. Ebenso wie die anderen Orte der Kwajalein-Gruppe wird Bijinkur gelegentlich von Zyklonen heimgesucht.